# 黑痣寶螺
黑痣寶螺（学名：Cypraea teres）为寶螺科寶螺屬下的一个种。